# إيرين هيغينبوثمان
إيرين هيغينبوثمان (بالإنجليزية: Irene Higginbotham)‏ هي كاتبة غنائية وعازفة بيانو أمريكية، ولدت في 11 يونيو 1918 في ورسستر في الولايات المتحدة، وتوفيت في 27 أغسطس 1988 في نيويورك في الولايات المتحدة.

## وصلات خارجية
- إيرين هيغينبوثمان على موقع IMDb (الإنجليزية)
- إيرين هيغينبوثمان على موقع ميوزك برينز (الإنجليزية)
- إيرين هيغينبوثمان على موقع قاعدة بيانات برودواي على الإنترنت (الإنجليزية)
- إيرين هيغينبوثمان على موقع أول ميوزيك (الإنجليزية)
- إيرين هيغينبوثمان على موقع ديسكوغز (الإنجليزية)